# کوکر رنگین
 کوکر رنگین (نام علمی: Pterocles indicus) نام یک گونه از سرده کوکر است.